# Carlos Manuel de Céspedes y Quesada

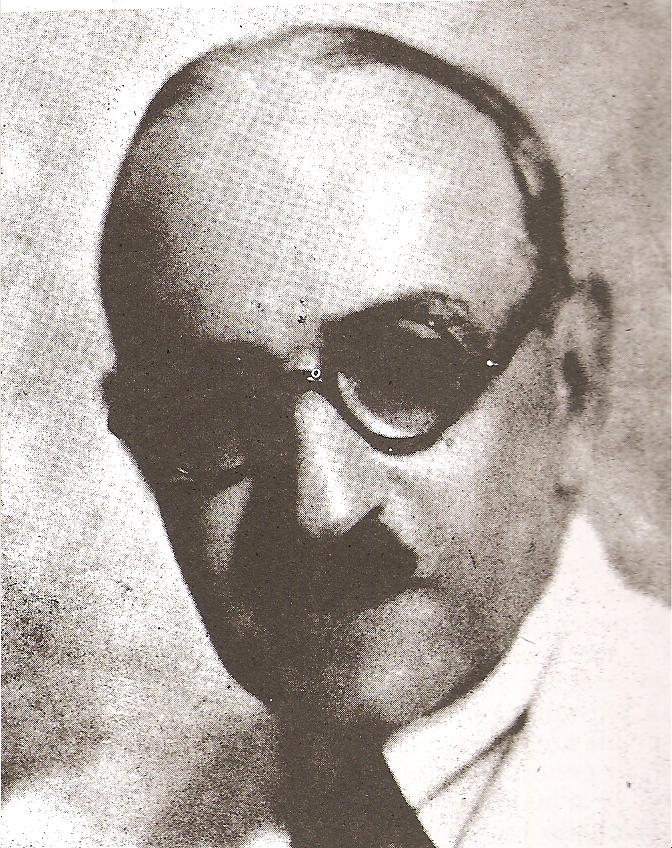
Carlos Manuel de Céspedes y Quesada

Carlos Manuel de Céspedes y Quesada (* 12. August 1871 in New York City, USA; † 28. März 1939 in Havanna) war ein kubanischer Politiker, Diplomat, Schriftsteller und Präsident Kubas vom 12. August 1933 bis zum 4. September 1933.

## Leben

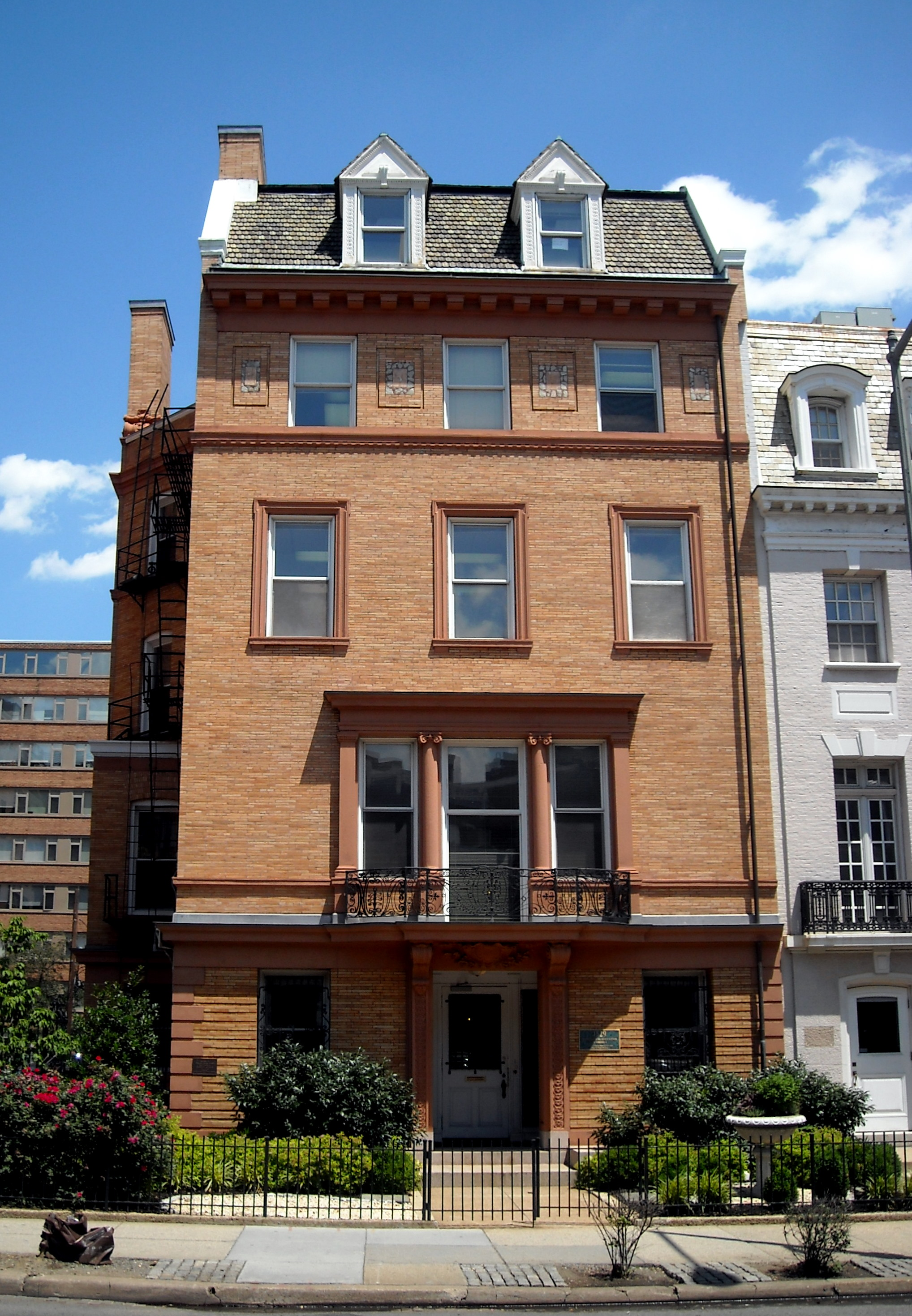
Ehemalige kubanische Botschaft und Haus von Carlos Manuel de Céspedes y Quesada in Washington, D.C.

Carlos Manuel de Céspedes y Quesada wurde als Sohn von Carlos Manuel de Céspedes und Ana María de Quesada y Loinaz in New York geboren.  

### Kubanischer Unabhängigkeitskrieg
Sein Vater war 1868 bis 1873 Präsident der aufständischen Republik in Waffen auf Kuba und wurde 1874 hingerichtet. Bis zum Jahr 1885 wurde er in New York ausgebildet und studierte später in Deutschland und Frankreich. In Paris schloss er sein Studium der Diplomatie und des internationalen Rechts ab. 
Im Jahr 1895 zog er nach Kuba und beteiligte sich bis 1898 am kubanischen Unabhängigkeitskrieg, bei dem er zum Rang eines Oberstleutnants aufstieg. Im Jahr 1897 wurde er Chef der Generalinspektion der Mambí und nahm an der Ausarbeitung der Verfassung von La Yaya teil und wurde Gouverneur der Provinz Santiago de Cuba.
Von 1902 bis 1908 war er Abgeordneter des kubanischen Parlaments und in der Folgezeit ab 1909 Botschafter Kubas in Italien, Griechenland und Argentinien. Ab 1914 war er kubanischer Botschafter in den USA. Im Jahr 1915 heiratete er die Italienerin Laura Bertini, mit der er später eine Tochter hatte.

### Präsidentschaft und Absetzung in der Revolution von 1933
Nach dem durch einen breiten Volksaufstand erzwungenen Abtritt des Diktators Gerardo Machado im August 1933 verständigten sich die führenden politischen Parteien unter maßgeblicher Vermittlung des US-Botschafters Sumner Welles darauf, Céspedes das Präsidentenamt einer fraktionsübergreifenden Übergangsregierung zu übergeben, in dem er am 12. September vereidigt wurde. Die revolutionäre Stimmung im Land, die sich zunächst gegen Machado gerichtet hatte, löste sich jedoch mit dessen Ablösung nicht auf. Als die Polizeikräfte, die bislang mit häufig äußerst brutalen Methoden Machados Macht gestützt hatten, sich angesichts des nun gegen sie gerichteten Volkszorns von den Straßen zurückzogen, kam es in Havanna zu einem hohen Maß an Plünderungen und Gewalttaten, zu deren Kontrolle Céspedes’ Regierung keine Mittel hatte. Auf dem Land wurden Dutzende von Zuckerfabriken von sich in Arbeiterräten organisierenden Belegschaften übernommen, die revolutionäre Stimmung vereinte dort auch Kleinbauern und Soldaten.

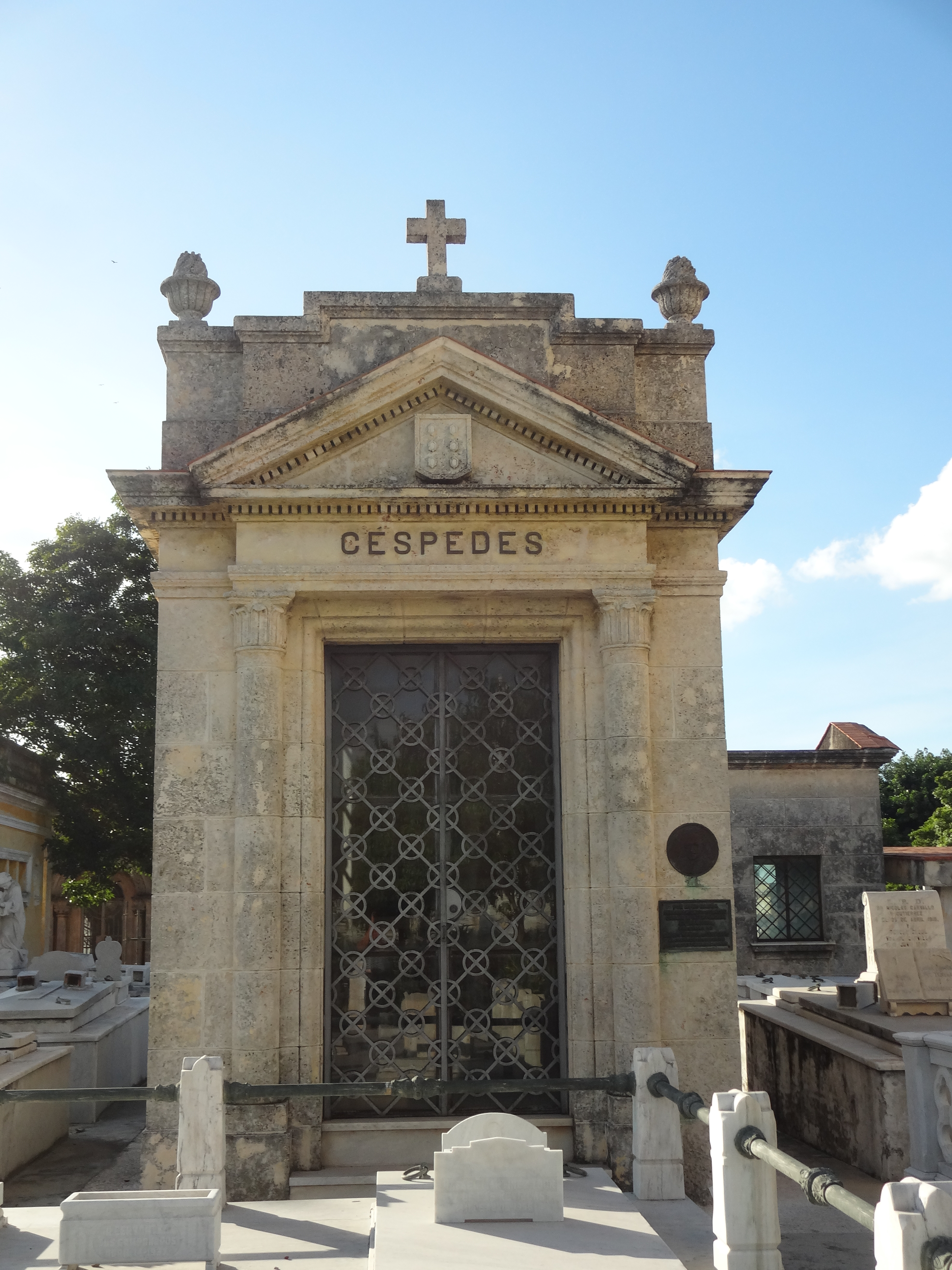
Grabmal

In Erwartung eines Putsches durch die verbliebenen Militäroffiziere des verhassten Machado schloss sich eine von Fulgencio Batista angeführte Gruppe von Unteroffizieren am größten Militärstützpunkt des Landes in Havanna zusammen und kam einer solchen Machtübernahme am 4. September 1933 durch einen eigenen Putsch zuvor und setzte damit Céspedes als Präsident ab. Die Unteroffiziere schlossen sie sich mit der Studentenschaft der Universität Havanna zusammen, die im revolutionären Aufstand gegen Machado eine tragende Rolle gespielt hatte. Am 5. September veröffentlichten sie eine gemeinsame Erklärung an das kubanische Volk, die von Batista, zwei ehemaligen Soldaten sowie 16 Zivilisten unterzeichnet war und in der eine verfassunggebenden Versammlung sowie die strafrechtliche Verfolgung der unter Machados Herrschaft verübten Verbrechen angekündigt wurden. Am 10. September wurde der Universitätsprofessor Ramón Grau San Martín als neuer Präsident vereidigt, der dieses Amt für die nächsten vier Monate ausübte. Angesichts Graus mangelnden Rückhalts in der Bevölkerung und der offenen Ablehnung seiner Regierung durch die USA einigte sich der die Streitkräfte kontrollierende Batista mit Botschafter Welles auf den ehemaligen Parteifreund Machados und früheren Hauptmann des Unabhängigkeitskrieges Carlos Mendieta als neuen Präsidenten, der dann am 18. Januar 1934 vereidigt wurde.
Céspedes zog sich mit seiner Absetzung aus dem politischen Leben zurück und widmete sich der Geschichtswissenschaft. Am 28. März 1939 starb er in Havanna an den Folgen eines Herzinfarktes und wurde auf dem Cementerio Cristóbal Colón beerdigt.